# Тираспольський повіт (Трансністрія)
Тираспольський повіт (жудець) (рум. Județul Tiraspol) був одним з 13 повітів, які входили до Губернаторства Трансністрія, регіону, який перебував під румунською адміністрацією в період між 1941 і 1944.

## Історичний
Після Жовтневого перевороту, в Російській республіці Румунське королівство анексувало Бессарабію. 21 березня 1919 року, під час переслідування банд більшовиків, румуни переходять Дністер і займають на короткий час Тирасполь та Роздільну. 
На мирній Конференції в Парижі, Румунське королівство не заявляло своїх претензій на Придністров'я.
12 жовтня 1924 року створюється Молдавська Автономна Радянська Соціалістична Республіка у складі Української СРР, а столицею оголошено Кишинів, що знаходився на той час в складі Королівства Румунія. Радянський союз захопив Бессарабію в 1940 році, за домовленостями по Пакту Ріббентропа-Молотова.
На 22 червня 1941 року, Румунське королівство на стороні Країн Осі напало на Радянський Союз.
19 серпня 1941 року видається Указ № 1 про створення Цивільної адміністрації Трансністрії. Він передбачав територіальні обмеження і призначення Голови цивільної адміністрації Трансністрії в обличчі професора Георгія Алексяну, а штаб-квартира тимчасово розташовувалась у Тирасполі. 30 серпня 1941 року, відбулося підписання румунсько-німецької угоди, що мала назву: "Домовленості: про безпеки, адміністрації та економічної експлуатації території між Дністром і Бугом (Трансністрія) і Бугом-Дніпром (область Буг-Дніпро)". 

## Перепис 1941
| Тираспольський повіт         | населення | українці | %     | молдовани | %     | німці  | %     | росіяни | %     | болгари | %    | поляки | %     | євреї | %     | татари | %      | росіяни-липовани | %      | інші | %     |
| ---------------------------- | --------- | -------- | ----- | --------- | ----- | ------ | ----- | ------- | ----- | ------- | ---- | ------ | ----- | ----- | ----- | ------ | ------ | ---------------- | ------ | ---- | ----- |
| Тирасполь                    | 17 014    | 9 556    | 56,1% | 1 285     | 7,5%  | 212    | 1,2%  | 5 687   | 33,4% | 86      | 0,5% | 66     | 0,3%  | 50    | 0,2%  | 9      | 0,05%  | 8                | 0,04%  | 55   | 0,3%  |
| Разом з сільським населенням | 172 795   | 64 839   | 37,5% | 47 142    | 27,2% | 32 060 | 18,5% | 16 453  | 9,5%  | 11 987  | 6,9% | 111    | 0,06% | 35    | 0,02% | 12     | 0,006% | 5                | 0,002% | 151  | 0,08% |
| Весь повіт                   | 189 809   | 74 395   | 39,1% | 48 427    | 25,5% | 32 272 | 17,0% | 22 140  | 11,6% | 12 073  | 6,3% | 177    | 0,09% | 85    | 0,04% | 21     | 0,01%  | 13               | 0,006% | 206  | 0,1%  |

## Склад
Центр Тираспольського повіту був у Тирасполі.
Решта території округу була розділена на райони: Гросулове, Роздільна, Зельц, Слободзея, Цебрикове і Тирасполь. Ці райони представляли собою радянський поділ середини 1930-х років.